# 馬修斯 (阿拉巴馬州)
馬修斯（英語：Mathews）是一個位於美國阿拉巴馬州蒙哥馬利縣的非建制地區。該地的面積和人口皆未知。

## 地理
馬修斯的座標為32°15′53″N 86°00′16″W / 32.26472°N 86.00444°W，而該地的平均海拔高度為79米（即259英尺）。